# Rhampholyssodes
Rhampholyssodes is een geslacht van kevers uit de familie oliekevers (Meloidae).
Het geslacht is voor het eerst wetenschappelijk beschreven in 1983 door Kaszab.

## Soorten
Het geslacht omvat de volgende soort:
- Rhampholyssodes pitcheri Kaszab, 1983